# تیگلاخ
تیگلاخ (به ییدیش: טײגלעךְ) یک نوع کلوچه در آشپزی یهودی اشکنازی است که در آن مواد شیرینی در عسل جوشانده می‌شوند.